# Kees Bertels
Cornelis Petrus (Kees) Bertels (Den Haag, 10 september 1939) is een Nederlandse sociaal-filosoof, die bijdragen heeft geleverd op een breed gebied van sociale geschiedenis en de modelvorming.

## Algemeen
Bertels raakte in zijn gymnasiumtijd verslingerd aan de poëzie van de Vijftigers, en belandde via de existentiefilosofie in de wijsbegeerte. Hij studeerde filosofie en sociaal-economische geschiedenis aan de Rijksuniversiteit Leiden. Samen met Doede Nauta deed hij bij professor Kees van Peursen van 1964-1966 onderzoek naar informatie en model in opdracht van ZWO. Tot 1971 was Bertels docent aan de Sociale academie. Na freelance werk voor de VPRO en werk als redacteur bij Intermediair kwam hij weer terug aan de universiteit en promoveerde hij in 1973 op het methodologisch-historisch proefschrift Geschiedenis tussen struktuur en evenement. Een methodologies en wijsgerig onderzoek (Amsterdam: Wetenschappelijke Uitgeverij bv, 1973; 381 blz.).
Bertels was hoogleraar wijsgerige sociologie te Leiden van 1975 tot aan zijn emeritaat. Hij begeleidde dissertaties rond het thema arbeid, arbeidsgeschiedenis en arbeidsfilosofie. Zo was hij ook aan de Technische Universiteit Delft van 1997-2000 promotor van het onderzoek van François Claessens, De stad als architectonische constructie. Het architectonisch discours van de stad (Duitsland 1871-1914). Verder was Bertels actief in the European Society for the History of the Human Sciences.

## Het wetenschappelijk werk
In de eerste jaren van zijn carrière werkte Bertels samen met Kees van Peursen en Doede Nauta. Met het boek Inleiding tot het modelbegrip uit 1969 in samenwerking met Nauta introduceerden zij het idee van een modelwetenschap in Nederland. Samen met Nauta voerde Bertels de redactie van de serie het modelbegrip in de wetenschappen.

## Publicaties
Boeken
- 1968. Informatie: een interdisciplinaire studie, i.s.m. Kees van Peursen en Doede Nauta, Het Spectrum, Utrecht.
- 1969. Inleiding tot het modelbegrip, i.s.m. Doede Nauta, Uitgeverij W. De Haan, Utrecht.
- 1972. Filosofen van de 20e eeuw, C.P. Bertels & E.J. Petersma (redactie), Van Gorcum (achtste, herziene, druk 1987), Assen.
- 1973. Geschiedenis tussen struktuur en evenement: een methodologies en wijsgerig onderzoek, Wetenschappelijke Uitgeverij, Amsterdam.
- 1978. Geschiedenis in onderwerpen: aspect van wereldoriëntatie : 4: vwo leerlingenboek, i.s.m. W.F. Kalkwiek, Meulenhoff educatie, Amsterdam.
- 1978. Vrouw man kind : lijnen van vroeger naar nu, Kees Bertels ea. Ambo, Baarn.
- 1980. Boek en informatie, onder red. van A. Grypdonck met bĳdr. van C.P. Bertels ... [et al.], Heideland.
- 1980. I filosofi del novecento: A.J. Ayer, E. Bloch, N. Chomsky, M. Foucault, J. Habermas, M. Heidegger, E. Husserl, L. Kolakowski, C. Lévi-Strauss, H. Marcuse, M. Merleau-Ponty, K.R. Popper, P. Ricœur, G. Ryle, B. Russell, J.-P. Sartre, L. Wittgenstein, C.P. Bertels & E. Petersma (red., Armando Roma, (1e druk 1980): Vertaling van Filosofen van de 20e eeuw).
- 1981. Het technisch labyrint; een maatschappijgeschiedenis van drie industriële revoluties. Met Maarten Pieterson, Sacha Bern, e.a., Uitgeverij Boom, Meppel.
- 1985. Wĳsgerige sociologie I : Dl. 3: Prenten als sociale informatiebron, Kees Bertels & Maarten Pieterson (red.), Sociologisch Instituut Rĳksuniversiteit Leiden.
- 1991. De macht van de woonkultuur : botsende perspektieven in een Haagse nieuwbouwwijk, met Karen Wurtz. Rijksuniversiteit Leiden.

Artikelen van Kees Bertels (selectie)
- 1971. Kritische schets van de geschiedenis der hermeneutiek, in: Intermediair 7 (1971) 48 en 49
- 1973. Skepsis tegenover de geschiedenis van de mentaliteit. in: Tijdschrift voor geschiedenis 86 (1973), pp. 155–66
- 1992. Informatiemaatschappij, beeldcultuur en politiek, in: P.H.A. Frissen e.a.. (eds.), Orwell of Athene? Democratie en informatiesamenleving, Den Haag, NOTA, 1992, p.95-104.
- 2002. Postmoderne toverwoorden in: Agora nr 4 over de postmoderne stad, 2002
- 2005. Langer leven als teken van vooruitgang, Kreukelfilosofie, internet 2005

Artikelen over Kees Bertels
- F.R. Ankersmit (1974). "Kees Bertels, Geschiedenis tussen struktuur en evenement". In: KNAG, jrg. LXXXIX, 396-411.
- Reinout Bakker (1976). "Kees Bertels' Geschiedenis tussen struktuur en evenement". In: Tijdschrift voor Filosofie, Jaarg.38 (1976), 304 t/m 310
- W. Otterspeer (1976). "Ankersmit contra Bertels". IN: KNAG, XCI 82-87, 88-93
- Martin Ros (1973). "Pleidooi voor een andere geschiedenis". In: NRC, 4 april 1973
- C.M. van den Akker, "De knuppel in het hoenderhok der historici. De receptie van Kees Bertels' Geschiedenis tussen struktuur en evenement," Ex Tempore 14 (1995) 173–183.
- P.H.H. Vries (1995). "Een terugblik op Kees Bertels, Geschiedenis tussen struktuur en evenement". In: Ex Tempore (Historisch Tijdschrift KUN) 14, 42 (1995) 191-210